# Secesión
Una secesión es el acto de retirarse o separarse de una organización, unión o entidad política. Típicamente, hay un fuerte factor diferencial que motiva la retirada. La palabra deriva del latín secessio.
La secesión puede ser un hecho o un derecho. Como derecho el fenómeno político de la secesión requiere la previa existencia de una confederación, del que forme parte el Estado que manifiesta su voluntad de separarse de la unión rompiendo el pacto. La confederación es una forma de Estado federativo que se diferencia de la federación ya que esta última es una unión de Estados indestructibles en un solo Estado indestructible. En un Estado federal no existe el derecho de secesión, en cambio en la confederación sí. 
La secesión, como hecho, suele confundirse con la independencia. Pero no es igual, ya que independencia se refiere a la no dependencia ni subordinación, especialmente de un Estado, mientras que secesión es el acto de separación de una parte de la población y territorio de un Estado. En las guerras de secesión, como la Guerra de Secesión de Estados Unidos, lo decisivo es la voluntad de una parte de la población que controla un territorio de separarse de otro Estado. Mientras que en las guerras de independencia se trata de la conservación de la propia soberanía o la no dependencia de otro Estado, como en la Guerra de la Independencia Española donde los movimientos juntistas españoles se opusieron a la invasión del imperio napoleónico, pero también pueden ser de género mixto, como en las Guerras de Independencia Hispanoamericanas, cuyos propios movimientos juntistas consiguieron conservar su libertad frente a la metrópoli, en la retroversión de la soberanía y ampliarla, mediante la secesión del Imperio español del que formaban parte integrante, para formar nuevos estados en Hispanoamérica.
Un ejemplo similar es el de la separación del Reino Unido del resto de la Unión Europea, conocido como brexit, en este caso los Tratados constitutivos de la UE reconocen el derecho de secesión de un Estado, consagrado en el artículo 50 del Tratado de la Unión (antes del Tratado de Lisboa no existía el derecho de separación, por lo que una vez que un país se convertía en Estado de la Unión ya no tenía la posibilidad de separarse).

## Teorías sobre la secesión
La secesión no consiste únicamente en la formación de una nueva asociación política entre individuos o el repudio por parte de un grupo de personas de su obligación de obedecer las leyes del estado. También consiste en la toma de parte de un territorio reconocido como parte de otro. Por lo tanto, las diferentes teorías sobre la secesión también deben analizar bajo qué circunstancias un grupo de personas tiene el derecho a reclamar como suyo parte del territorio de un estado soberano.
En la literatura filosófica se puede distinguir entre teorías de derecho de reparación (Remedial Right Only Theories) y teorías de derecho fundamental (Primary Right Theories).
Las teorías de derecho de reparación establecen la analogía entre el derecho de secesión y el derecho a la revolución, entendiendo este como un derecho que un grupo de personas posee como resultado de violaciones de sus derechos realizadas dentro del grupo al que pertenecen, es decir, que la secesión estaría justificada como un último recurso frente a injusticias cometidas sobre el grupo secesionado. Bajo esta perspectiva, el derecho a la secesión no es un derecho fundamental sino derivado de la violación de otros derechos más básicos. Existen diferentes versiones de las teorías del derecho de reparación, en las cuales se especifican diferentes injusticias que dan base al derecho de reparación, tales como persistentes violaciones de derechos humanos o la adquisición injusta del territorio de un estado legítimo (en este caso, la secesión sería la devolución de un territorio, como en la secesión de las repúplicas bálticas de la Unión Soviética en 1991). 
Las teorías de derecho fundamental reconocen que un grupo puede tener el derecho de secesión y que este derecho existe incluso aunque el grupo no haya sido objeto de ninguna injusticia previa. Estas teorías de derecho fundamental pueden ser de dos tipos: de atribución (fundamentalmente nacionalistas) o plebiscitarias.

### Teorías de derecho de reparación
En las teorías del derecho de reparación se pone como requisito la existencia de violaciones de los derechos de una parte de la población, por lo que la secesión estaría justificada. Este enfoque de la secesión unilateral reconoce como mínimo dos vías por las que un grupo puede tener el derecho a reclamar un territorio.
- Reclamando de vuelta un territorio sobre el cual dicho grupo tenía soberanía pero que fue injustamente retirada por otro estado
- Reclamando la soberanía sobre un territorio como remedio a violaciones serias y persistentes de los derechos humanos básicos. Una visión más extensa de estas razones incluirían la revocación unilateral o violación de acuerdos de autonomía dentro del propio estado (como por ejemplo la revocación de la autonomía de Kosovo por Milošević en 1989).

### Teorías de derecho fundamental
Las teorías de derecho fundamental se denominan así porque asumen que no es necesaria la presencia de injusticias contra una parte de la población del territorio para que exista el derecho de secesión unilateral. La forma más común de teoría de atribución sostiene que las naciones como tales tienen el derecho a la autodeterminación, el cual incluye el derecho a secesionarse para tener su propio estado. Por el contrario, las teorías plebiscitarias tienen como base la condición de que el derecho a secesionarse existe únicamente si una mayoría de individuos residentes en dicho territorio del estado decide formar su propio estado, independientemente de si dicha mayoría de individuos posee características comunes aparte de su deseo de independizarse.